# Jolka, Jolka pamiętasz
Jolka, Jolka pamiętasz – ballada rockowa Budki Suflera, wydana w 1982 roku jako ósmy singel zespołu. Piosenka znalazła się na albumie kompilacyjnym 1974–1984, który wydano w roku 1984.
Autorem tekstu jest Marek Dutkiewicz, a muzyki Romuald Lipko. Warunkiem zgody na nagranie utworu było szybkie napisanie polskiego tekstu do utworu „Time to Turn” niemieckiego zespołu Eloy. Po jego stworzeniu („Noc komety”) zespół mógł przystąpić do nagrania utworu „Jolka, Jolka pamiętasz”, nad którym pracowano od kilku miesięcy. Piosenkę zaśpiewał wokalista zespołu Felicjan Andrzejczak.
Utwór zadebiutował w "poczekalni" 31. notowania Listy przebojów Programu Trzeciego z dnia 20 listopada 1982 roku, utrzymywał się na Liście przez 13 tygodni, a w 34. notowaniu Listy osiągnął pierwsze miejsce (notowanie z 11 grudnia 1982).
Piosenka okazała się wielkim przebojem Budki Suflera. Zespół przygotował również angielską wersję utworu pt. Lifeline, wykonywaną przez Krzysztofa Cugowskiego.
W 2014 roku na pożegnalnym koncercie w katowickim Spodku ten utwór został wybrany jako największy przebój Budki Suflera. Zajął też 8. miejsce na liście „Polski Top Wszech Czasów” Programu III Polskiego Radia w maju 2017 roku w jego 10. notowaniu.
Utwór został wykorzystany w ścieżce dźwiękowej filmu pt. Zwerbowana miłość oraz w albumach studyjnych Rock Boys zespołu Boys i Osiemdziesiąte.pl Roberta Janowskiego.
Covery utworu wykonali m.in. Ernest Staniaszek, Natalia Pierwoła, Włodzimierz Matuszak, Boys oraz Robert Janowski w 2012 roku. Jego parodia po śląsku nosi tytuł „Dorka, Dorka”, a słowa do niej napisał Andrzej „Toluś” Skupiński.

## Twórcy
- Autor tekstu:	Marek Dutkiewicz
- Kompozytor: Romuald Lipko
- Śpiew: Felicjan Andrzejczak
- Instrumenty klawiszowe: Romuald Lipko
- Perkusja: Tomasz Zeliszewski
- Gitary elektryczne i basowe: Mieczysław Jurecki